# Toronto Maple Leafs
Els Toronto Maple Leafs són un equip professional d'hoquei sobre gel de Toronto (Ontario, Canadà) que juga a la National Hockey League a la Divisió Nord-est de la Conferència Est.
L'equip té la seu des de 1999 al Scotiabank Arena (abans Air Canada Centre) de Toronto amb 19.000 espectadors en hoquei, el comparteix amb els Toronto Raptors de l'NBA. Els seus colors són el blau i el blanc, juguen amb jersei blau i pantalons blaus a casa i amb jersei blanc i pantalons blaus a fora.

## Història
La franquícia és una de les fundadores de la National Hockey League i és un dels clubs històrics de la lliga que forma part dels Original Six (els sis originals), els equips més històrics i antics de la lliga que encara sobreviuen. Ha guanyat un total de tretze Copes Stanley, l'última a la temporada 1966-67. Els anys 1940 i 1960 han estat les seves dues millors èpoques, quan van guanyar la major part de les seves copes. És amb els Montreal Canadiens un dels dos equips més populars del Canadà, amb qui manté històricament una gran rivalitat que divideix els aficionats canadencs.

## Palmarès
- Copa Stanley (13): 1917–18, 1921–22, 1931–32, 1941–42, 1944–45, 1946–47, 1947–48, 1948–49, 1950–51, 1961–62, 1962–63, 1963–64, 1966–67
- Trofeu O'Brien (9): 1917–18, 1921–22, 1927–28, 1932–33, 1933–34, 1934–35, 1937–38, 1938–39, 1939–40
- Trofeu Príncep de Gal·les (2): 1947–48, 1962–63